# Stig Bergström
Pour les articles homonymes, voir Bergström.
Stig Magnus Bergström, né le 12 juin 1935 à Skövde en Suède, est un professeur d'université, géologue et paléontologue suédois.

## Travaux
En 1974, il a décrit le genre de conodontes multi-élément Appalachignathus trouvé dans des terrains datant de l'Ordovicien moyen de l'Amérique du Nord.
En 1981, il a décrit la famille de conodontes Paracordylodontidae.
Les noms du Sandbien et du Katien, deux des étages de l'Ordovicien, sont tirés respectivement de la localité de Södra Sandby, en Suède, et du lac Katy, désormais asséché, dans l'Oklahoma aux États-Unis, et furent proposés en 2006 par un groupe de scientifiques autour de Stig Bergström.

## Publications

### 1969
- (en) Bergström S.M. & Sweet W.C., 1969. The generic concept in conodont taxonomy. Proceedings North American Paleontological Convention, 1, S. 29–42.

### 1974
- (en) Bergström S. M., Carnes J. B., Ethington R. L., Votaw R. B. et Wigley P. B., « Appalachignathus, a New Multielement Conodont Genus from the Middle Ordovician of North America », Journal of Paleontology, vol. 48, no 2,‎ 1974, p. 227–235 (JSTOR 1303249)

### 1981
- (en) Bergström S.M., 1981. Family Paracordylodontidae Bergström. in Treatise on invertebrate paleontology, Part W: Miscellanea : Conodonts Conoidal Shells of Uncertain Affinities, Worms, Trace Fossils, and Problema (sous la direction de Raymond C. Moore). Supplement 2 : Condonta (Clark D.L., Sweet W.C., Bergström S.M., sous la direction de Richard A. Robison,  (ISBN 0813730287)).

### 1984
- (en) Bergström S.M. & Sweet W.C., 1984. Conodont provinces and biofacies of the Late Ordovician. Geological Society of America Special Papers 196, S. 69–88.

### 1986
- (en) Bergström S.M. & Sweet W.C., 1986. Conodonts and Biostratigraphic Correlation. Annual Review of Earth and Planetary Sciences, 14, S. 85–112.

### 2000
- (en) Bergström S. M., Finney S. C., Xu Chen, Pålsson C., Wang Zhi-lao et Grahn Y., « A proposed global boundary stratotype for the base of the Upper Series of the Ordovician System: The Fågelsång section, Scania, southern Sweden », Episodes, vol. 23, no 3,‎ 2000, p. 102-109 (lire en ligne [PDF]).

### 2006
- (en) Bergström S. M., Finney S. C., Xu C., Goldman D. et Leslie S. A., « Three new Ordovician global stage names », Lethaia, vol. 39, no 4,‎ 2006, p. 287-288 (DOI 10.1080/00241160600847439).

### 2014
- (en) Bergström S.M. & Ferretti A., 2014. Conodonts in the Upper Ordovician Keisley Limestone of northern England: taxonomy, biostratigraphical significance and biogeographical relationships. Papers in Palaeontology, 07 October 2014, p. 32, DOI 10.1002/spp2.1003.

### Publications non scientifiques
- (en) Bergström S.M., Bergström J. Kumpulainen R., Ormö J. & Sturkell E., 2007. "Maurits Lindström – A renaissance geoscientist". GFF. 129 (2): 65–70, DOI 10.1080/11035890701292065.

## Honneurs et récompenses
En 1999, il a reçu la médaille Raymond C. Moore, de la Society for Sedimentary Geology, attribuée à des personnes ayant fait des contributions significatives dans le domaine de la stratigraphie par des recherches en paléontologie et en évolution et sur l'utilisation de fossiles pour l'interprétation en paléoécologie. 
Il a reçu la médaille de Pander décernée par la Pander Society en 2001. 
En 2011, il a reçu la médaille la médaille de la Société de Paléontologie (Paleontological Society).
Le genre de conodontes rhipidognathides Bergstroemognathus a été nommé par Spergali en 1974 en son honneur.